# Three Mounted Men
Three Mounted Men er en amerikansk stumfilm fra 1918 af Jack Ford.

## Medvirkende
- Harry Carey - Cheyenne Harry
- Joe Harris - Buck Masters
- Neva Gerber - Lola Masters
- Harry Carter
- Ruby Lafayette - Masters